# آب‌بند رکن‌آباد
آب بندرکن آباد مربوط به دوران‌های تاریخی پس از اسلام است و در شهرستان لامرد، بخش اشکنان، روستای رکن آباد واقع شده و این اثر در تاریخ ۲۴ تیر ۱۳۸۲ با شمارهٔ ثبت ۹۲۳۲ به‌عنوان یکی از آثار ملی ایران به ثبت رسیده است.